# Hanikase
Hanikase – wieś w Estonii, w prowincji Põlva, w gminie Orava.